# Arend Hendriks
Arend Hendriks (Amsterdam, 31 oktober 1901 - Wassenaar, 28 oktober 1951) was een Nederlands graficus en docent.

## Leven en werk
Hendriks was de zoon van Jacobus Hendriks en Femmigje Walda. In 1925 trouwde hij met Maria ten Voorde. Zeven jaar later trouwde hij opnieuw, deze keer met Lydia Stolk. Uit deze twee huwelijken zijn twee dochters en één zoon voortgekomen: Lydeke, Mieke en Arend. De kunstenares Els Amman was zijn buitenechtelijke dochter.
Van 1916 tot 1920 volgde Hendriks tekenlessen aan de Rijkskweekschool in Haarlem, waar hij zijn L.O.-akte handteken behaalde. In 1922 haalde hij zijn M.O. op het Haags tekeninstituut. In de jaren twintig schoof Hendriks regelmatig aan bij de kunstlessen van de kunstpedagoog H.P. Bremmer. Een aantal andere jonge kunstenaars die hier ook vaak aanwezig waren, zijn Jan Lodeizen, Willem Mühlstaff en Rudolf Bremmer. Hendriks werk toont verwantschap met dat van Rudolf Bremmer. Beide accentueren spieren, aders en huidoneffenheden in hun portretten.
Hendriks was nauw betrokken in de kunstenaarsgemeenschap. Hij was lid van Pulchri Studio (waar hij later secretaris werd), Arti et Amicitiae en de Vereeniging tot Bevordering der Grafische Kunst.
Hendriks zijn vaardigheden als kunstenaar zijn niet ongemerkt gebleven. Op zijn 22e had hij een van zijn eerste tentoonstellingen, bij kunsthandel Walrecht in Den Haag. De kunstpublicist Just Havelaar noemde Hendriks een talent dat met zijn erg realistische werk fantasie en karakter liet zien.
Vanaf 1933 was hij leraar aan het Haags tekeninstituut. Hij heeft lesgegeven aan Thijs Mauve, Willem Minderman, Henk Munnik en Ru van Rossem.
Na een lang ziekbed overleed Hendriks op 28 oktober 1951. Hij werd begraven op begraafplaats Nieuw Eykenduynen, op zijn vijftigste verjaardag. Op zijn begrafenis waren tal van kunstenaars aanwezig, onder wie Sierk Schröder die een toespraak hield over Hendriks.

## Collecties
In meerdere musea is werk opgenomen van Arend Hendriks. Het Kröller-Müller museum bezit een collectie tekeningen uit de beginperiode van de kunstenaar. Museum Meermanno bezit een collectie ex librissen en het Rijksmuseum Amsterdam bezit een grote collectie etsen en litho's.

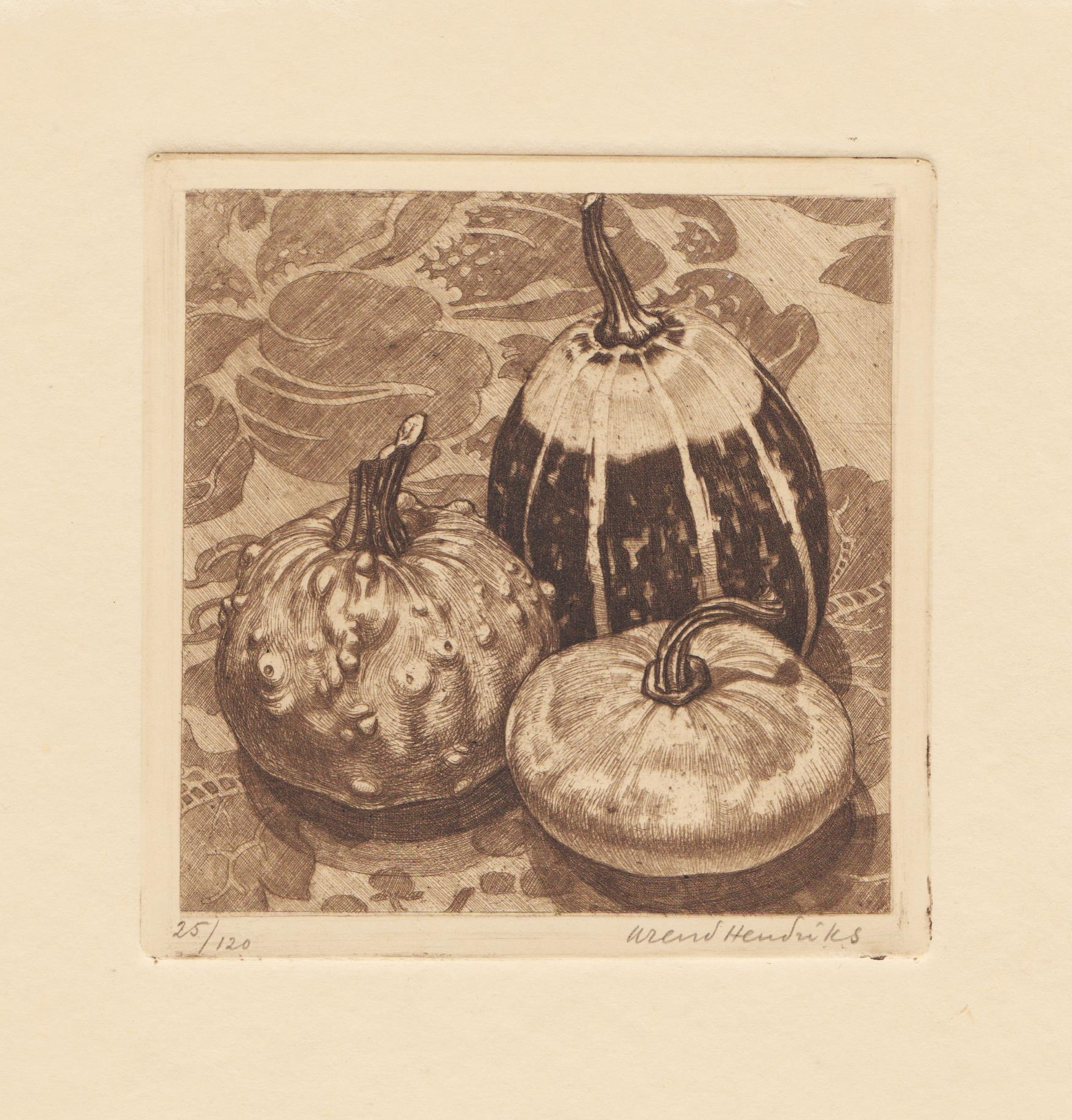
Drie pompoenen (ets)
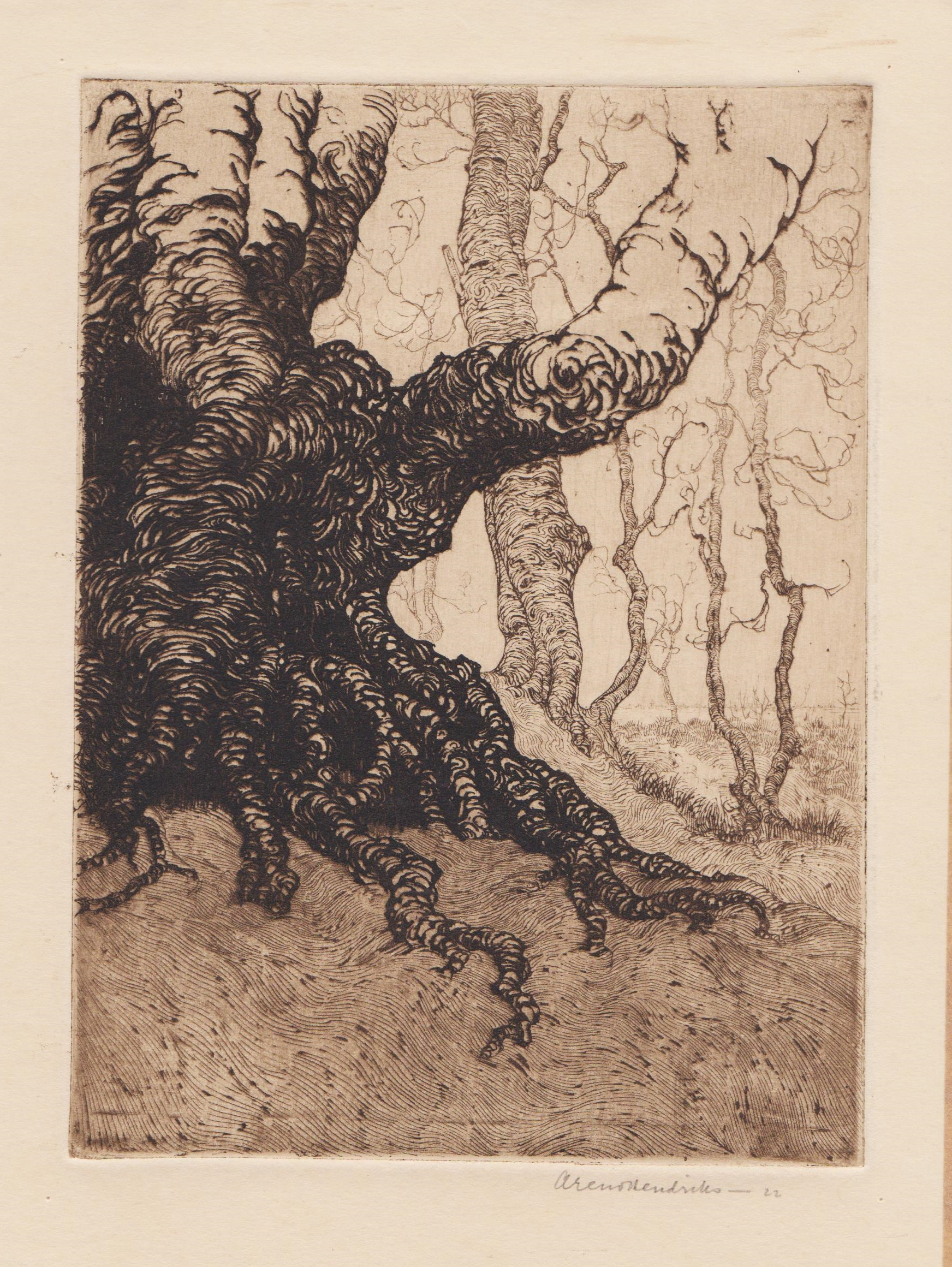
Boomstronk (ets, 1922)
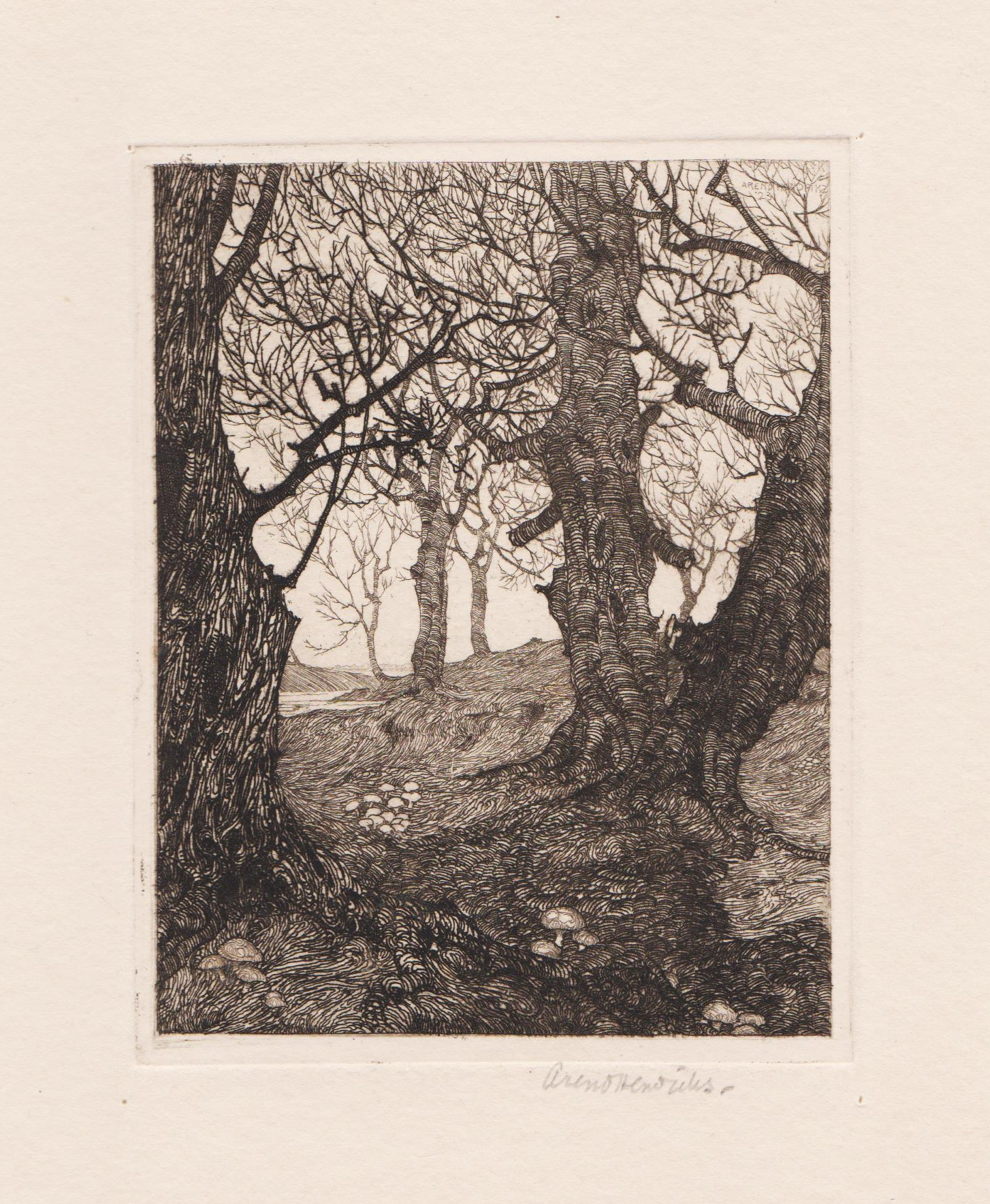
Bosgezicht (ets)
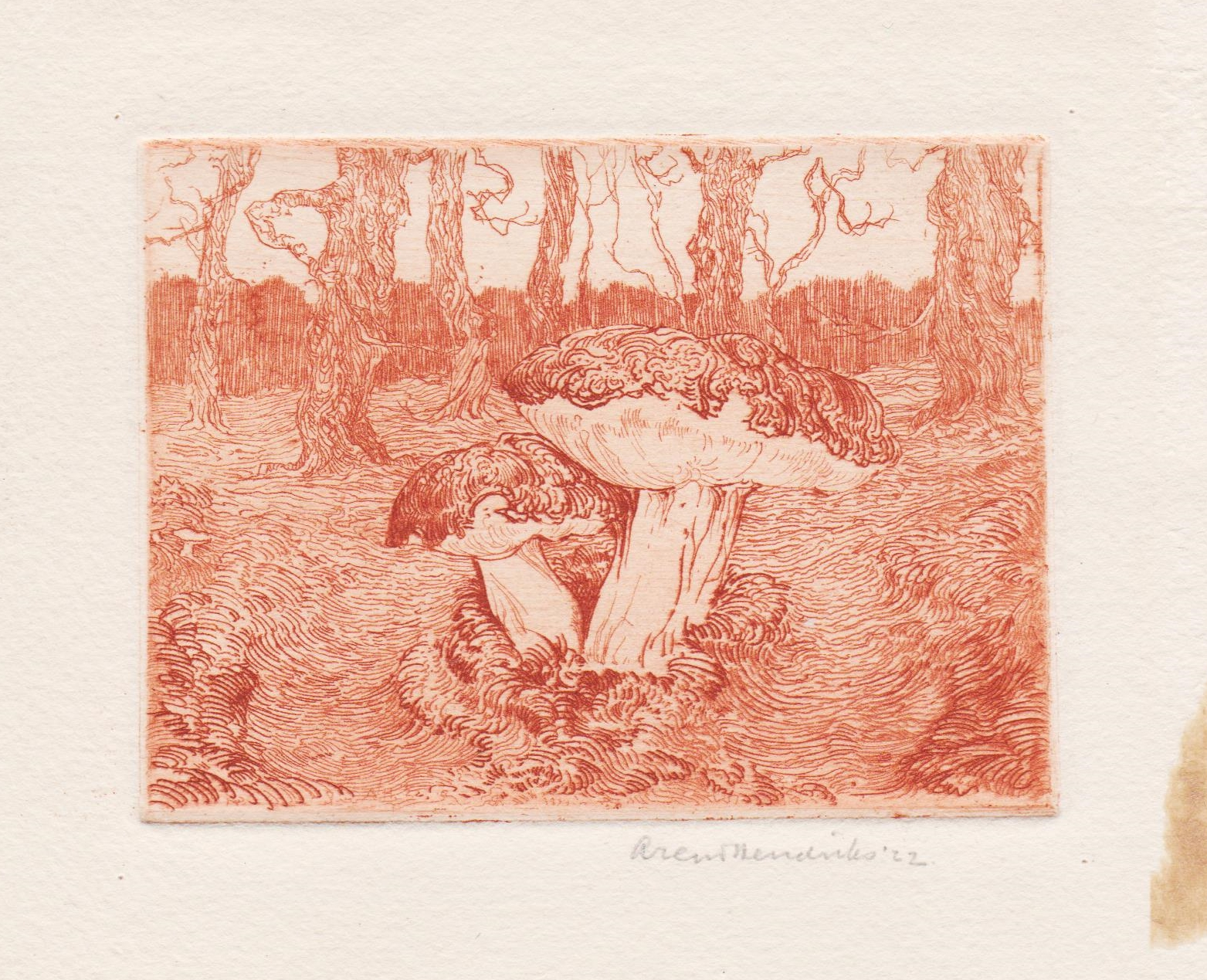
Paddenstoelen in het bos (ets, 1922)
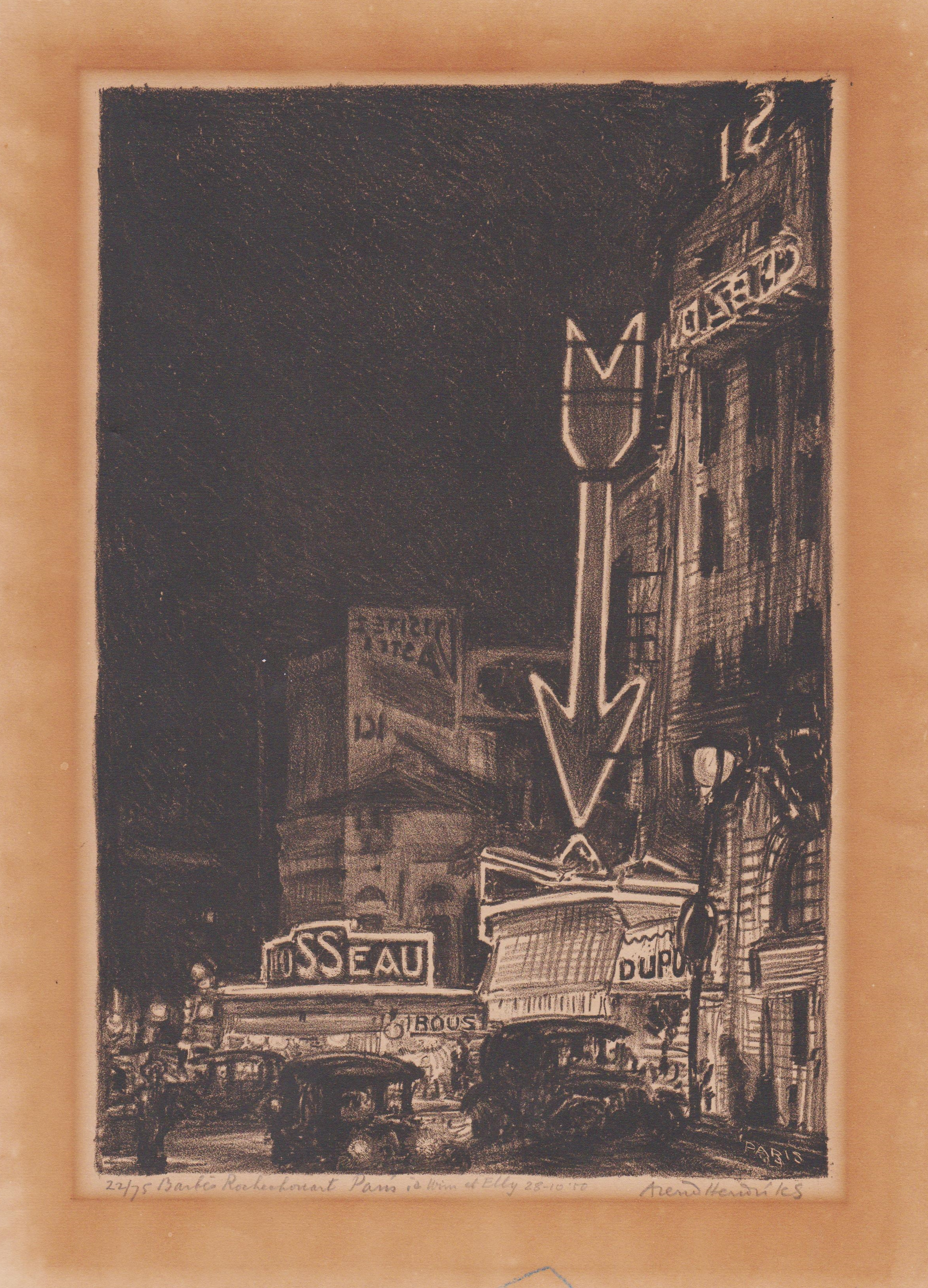
Barbès Rochechouart, Paris (litho, 1929)
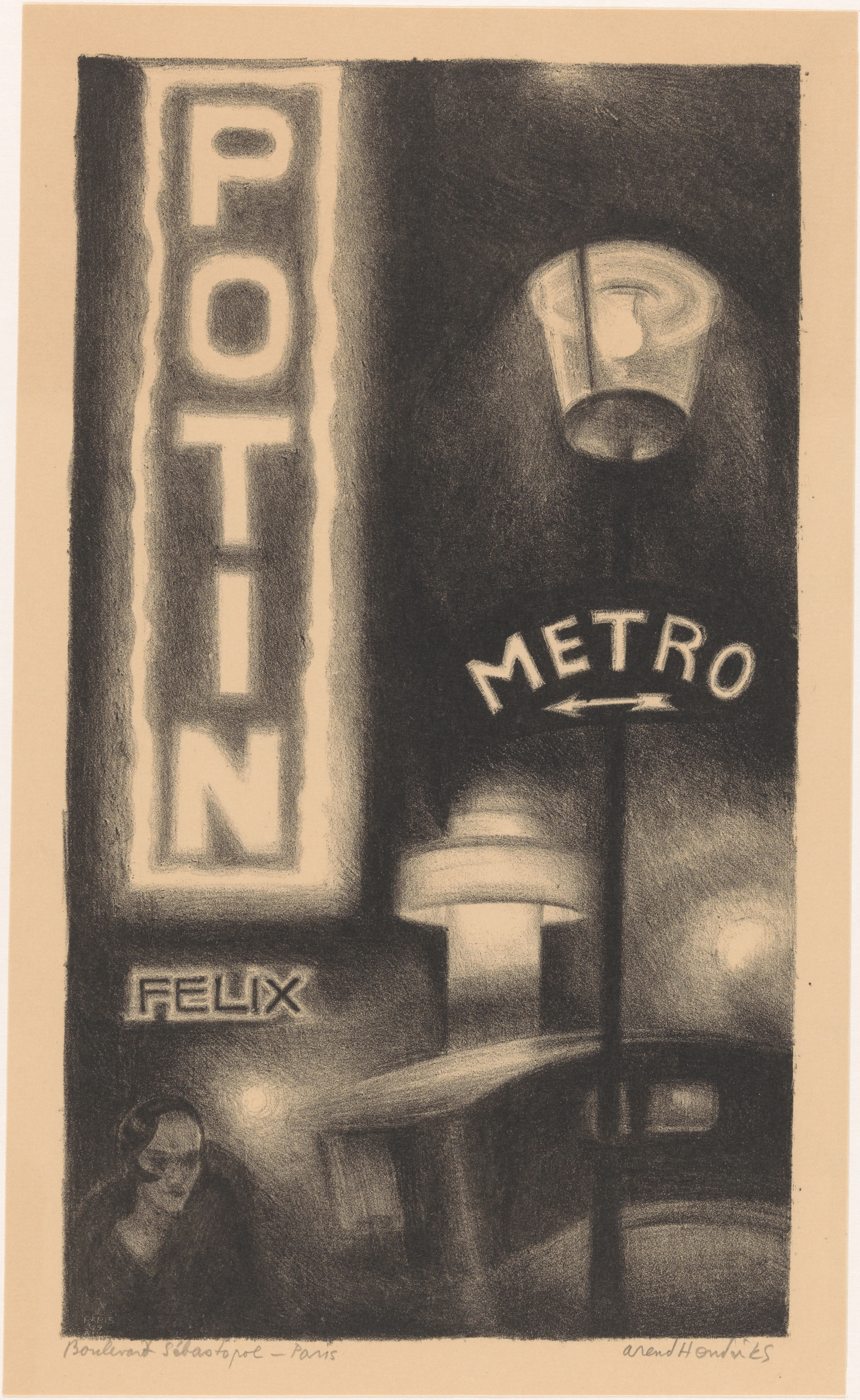
Boulevard de Sébastopol, Paris (litho,1929)
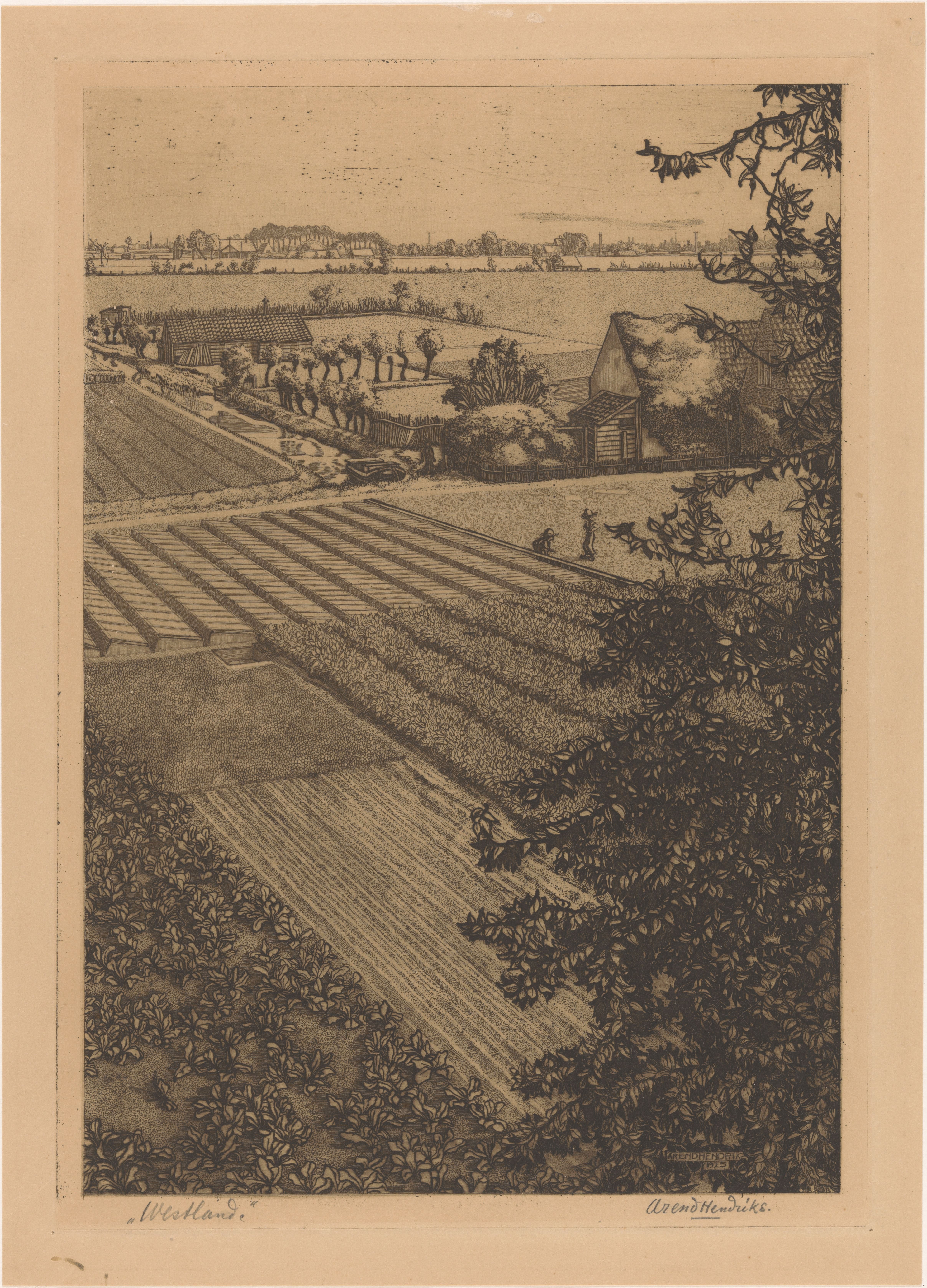
Westland (litho, 1929)

## Tentoonstellingen
- 1924 - Den Haag, Kunsthandel Walrecht
- 1926 - Amsterdam, Stedelijk Museum
- 1928 - Laren (NH), Kunsthandel Rogmans & Vos[13]
- 1928 - Den Haag, Kunsthandel De Vuurslag
- 1931 - Den Haag, Kunstzaal Kleykamp
- 1935 - Den Haag, Kunstzaal Johan D. Scherft[14]
- 1936 - Den Haag, Galerie My Home[15]
- 1936 - Den Haag, Kunstzaal Johan D. Scherft[16]
- 1937 - Den Haag, Pulchri Studio[17]
- 1941 - Amsterdam, Stedelijk Museum[18]
- 1942 - Den Haag, Kunstzaal Astrid

## Uitgaven
- Etsen, handleiding voor het etsen op koper en zink. Uitgeverij Arti, Alkmaar (1944).[19]
- Een muur, los in 't landschap. Dromen van een Haagse graficus 1924-1925. Stichting De Lantaarn, Den Haag (2024). Bezorgd door Jan Paul Hinrichs (Cahiers van De Lantaarn nr. 66).